# Walter Dolch
Walter Dolch (* 29. Dezember 1894 in München; † 17. Januar 1970 in Konstanz) war ein deutscher Bildnis- und Landschaftsmaler, Kunsterzieher und Gymnasialprofessor.

## Leben
Dolch besuchte das Wilhelmsgymnasium München. Er diente im Ersten Weltkrieg und hatte zuletzt den Dienstgrad Hauptmann. Nach Kriegsende studierte er an der Königlich Bayerischen Technischen Hochschule München, an der Königlichen Kunstgewerbeschule München bei Maximilian Dasio und 1924/1925 an der Königlichen Akademie der Bildenden Künste bei Hermann Groeber.
1927 ging Dolch als Kunsterzieher an die Königliche Lehrerbildungsanstalt Amberg. Nebenbei war er in Amberg bis 1965 auch als freischaffender Maler tätig. Danach übersiedelte er zu seiner Familie nach Dingelsdorf am Bodensee.
Dolch stellte unter anderem in seiner Geburtsstadt im Glaspalast und im Haus der deutschen Kunst aus. An der nationalsozialistischen Großen deutschen Kunstausstellung in München war Dolch mehrfach beteiligt: 1941 mit dem Gemälde Vorfrühling im Bayrischen Wald, im Jahr 1943 mit dem Gemälde Erste Weide und 1944 dem Gemälde Feierabend. Nach Kriegsende 1945 wurde in Adolf Hitlers sogenanntem Führerbau in der Arcistraße 12 in München Dolchs Gemälde Bauernhäuser und Bauern in den Bergen aufgefunden und an den Munich Central Collecting Point überstellt.

## Auszeichnungen
- 1943: Oberpfalz-Kulturpreis
- 1952: Nordgau-Kulturpreis der Stadt Amberg in der Kategorie „Bildende Kunst“